# Vogelfalle

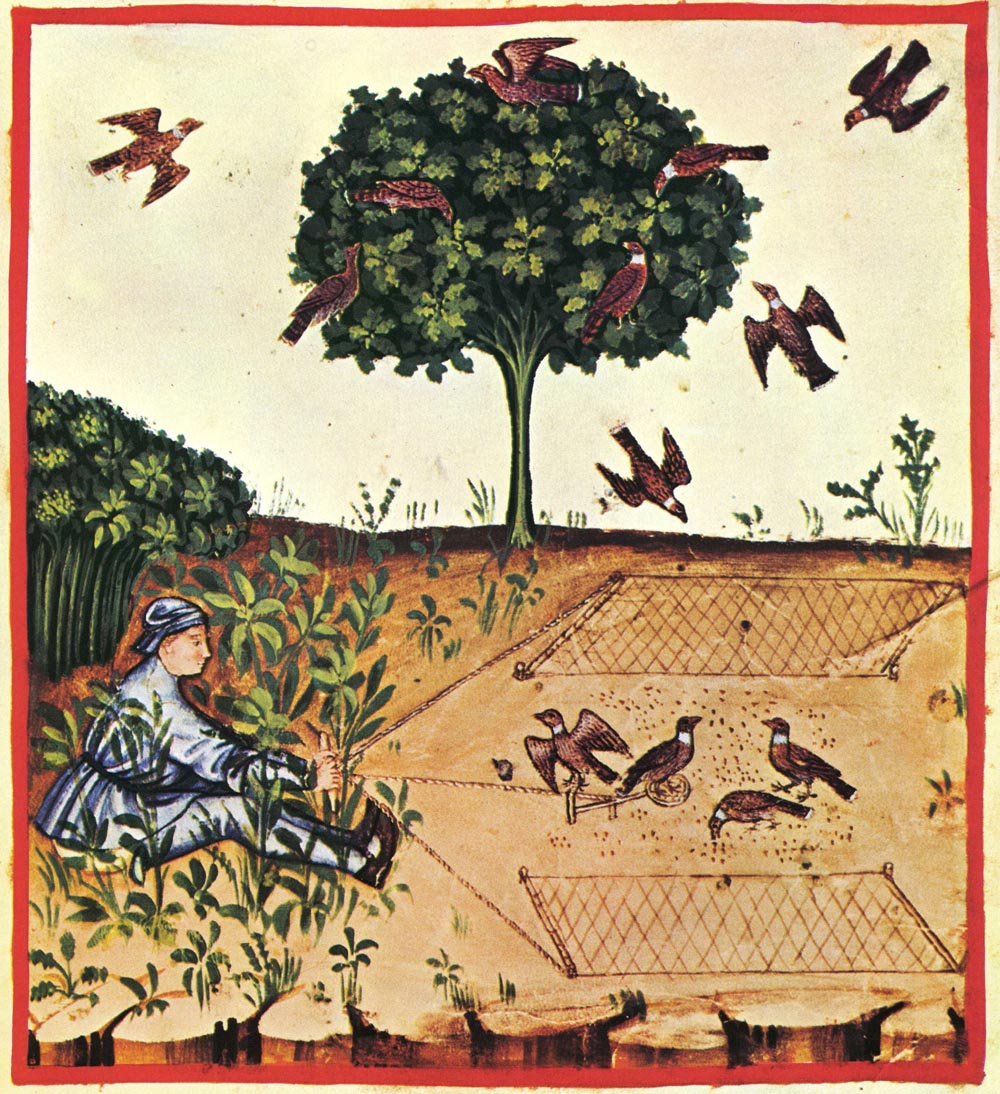
Tacuinum sanitatis: Vogelfalle

Eine Vogelfalle ist eine Falle zum Fangen von Wildvögeln. Früher diente die Vogeljagd in der Regel dem Nahrungserwerb, später auch zum Wildfang von Stubenvögeln, bei dem die Fallen z. B. an einem Vogelherd eingesetzt wurden.
Heute hat der Vogelfang in Europa nur noch traditionelle Gründe und er ist in den meisten Regionen aufgrund der Europäischen Vogelschutzrichtlinie verboten. Folgende Vogelfallen sind in Europa noch in Gebrauch.

## Schlageisen

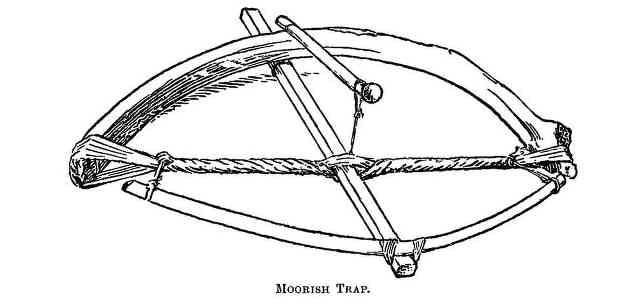
Gespannte Bügelfalle (1897)

Die auch als Bügel- oder Schlagfallen bezeichneten Geräte funktionieren wie eine Mausefalle, jedoch mit zwei Bügeln. Sie ähneln dem Tellereisen, sind jedoch aus Holz oder Draht gefertigt. Die Bügel schließen durch Schraubenfedern oder wie im Bild durch einen gespannten Bogen mit umeinandergedrehten Stricken, sobald ein Vogel den Stock, der den Bügel gespannt hält, durch Draufsitzen entlastet und aus seiner Arretierung (z. B. eine kleine Schlinge) löst. Die Vögel werden z. B. durch einen lebenden Mehlwurm als Köder angelockt und mit den zusammenschlagenden Bügeln erschlagen. Schlageisen sind in ganz Europa verboten – werden aber illegal an der gesamten Mittelmeerküste und in den Südalpen eingesetzt.

## Bogenfallen
Bogenfallen, im Italienischen „Archetti“, auch „Sprenkel“ genannt, bestehen z. B. aus einer Haselnussrute, die mit einer Kordel unter Spannung gehalten wird: ein Teil der Kordel wird mit einem kleinen Stöckchen eingeklemmt, der Rest bildet eine Schlinge. Mit roten Köderbeeren angelockte Vögel – meist kleine Singvögel wie Zaunkönige und Rotkehlchen – werden zum Sitzen auf dem Stöckchen verführt. Sobald sich der Vogel dort niederlässt, löst sich die Spannung der Rute und die Beine des Tieres verfangen sich in der Schlinge. Der Vogel lebt mit umschlungenen Beinen weiter und bleibt so frisch, bis der Vogelfänger kommt. Bogenfallen waren in Europa einst weit verbreitet, heute sind sie überall verboten und sind nach Angaben von Vogelschutzorganisationen nur noch in einem 1.500 Quadratkilometer großen Areal in der norditalienischen Provinz Brescia (Lombardei) in Gebrauch.

## Rosshaarschlingen („Dohnenstiege“)
Rosshaarschlingen bestehen – anders als bei einem Galgen – aus einer sich zuziehenden Schlinge aus Pferdehaar – heute teils auch aus Kunstfasern. Die Schlingen werden an Baumstämme oder auf den Boden mit einer festen Rute montiert und mit roten Köderbeeren versehen. Die angelockten Vögel – meist Drosseln und Rotkehlchen – geraten bei der Suche nach den Beeren mehr oder weniger zufällig in die Schlinge, treten die Flucht (nach vorne) an und werden so stranguliert („erdrosselt“). Rosshaarschlingen – auch Dohnenstiege genannt – waren bis ins 19. Jahrhundert in ganz Europa weit verbreitet und sind heute noch in Südschweden, Nordfrankreich (Ardennen), dem Zentralapennin (Italien) und auf Sardinien zu finden. Frankreich hat den Einsatz der Schlingen legalisiert, überall sonst sind sie verboten.

## Leimruten

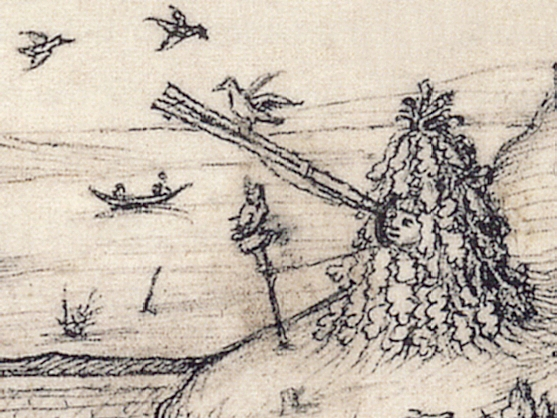
Vogelfänger mit Leimrute (15. Jhd.)

Mit Leim eingestrichene Ruten wurden schon in der Steinzeit zum Vogelfang verwendet. Früher wurde die klebrige Masse aus den Beeren der Mistel hergestellt, heute wird fast nur noch synthetisch hergestellter Leim verwendet. Meist werden Äste mit der farb- und geruchlosen Masse eingestrichen und um Beerensträucher oder Lockvogelkäfige postiert. Lange glaubte man, dass die festgeklebten Wildvögel unverletzt bleiben, wenn man sie früh genug befreit. Sie wurden dann als Lockvögel verwendet. Ließ man die Vögel zu lange an der Rute hängen, starben sie qualvoll und wurden verzehrt. Leimruten galten lange in Südfrankreich, Spanien, Italien und auf Zypern als traditionelle Fangmethode, die besonderen Schutz genoss. Im März 2021 urteilte der Europäische Gerichtshof, dass die Leimjagd allen gefangenen Vögeln „unwiederbringlichen“ Schaden zufüge. Er hielt auch fest, dass Tradition alleine kein ausreichender Ausnahmegrund für verbotene Fangmethoden sei. Auf dieser Grundlage verbot der Conseil d’État am 28. Juni 2021 die Leimrutenjagd auch in den fünf Départements Frankreichs (Alpes-de-Haute-Provence, Alpes-Maritimes, Bouches-du-Rhône, Var und Vaucluse), in denen die Jagd mit einer Ausnahmeregelung noch möglich war: „Die Tatsache, dass diese Jagd eine traditionelle Methode ist, reicht nicht aus, um eine Ausnahme zu rechtfertigen“.

## Fangnetze

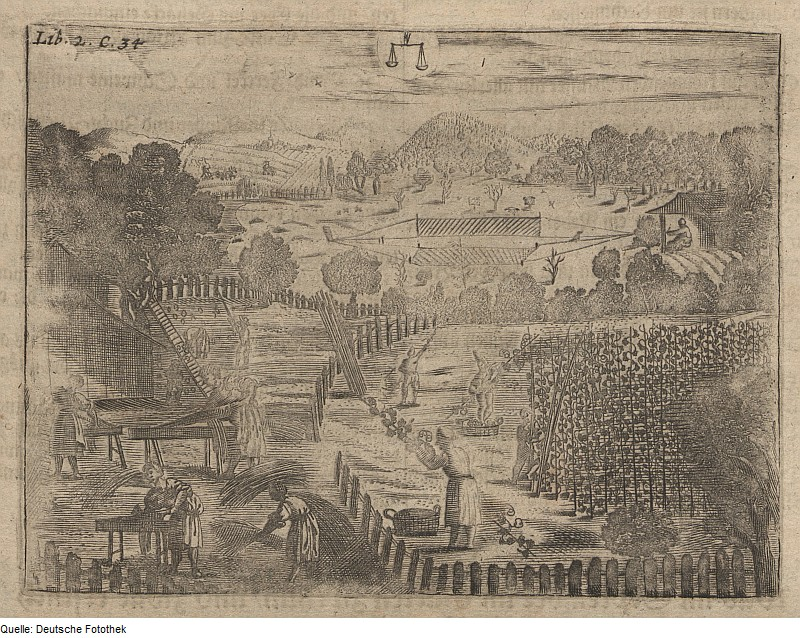
Fangnetz 1695

Fang- oder Japannetze sind hauchdünne Gewebe aus Nylon, die in dichten Gebüschen oder vor einem dunklen Hintergrund aufgestellt werden. Die Vögel sehen das Netz vor allem in der Dämmerung nicht und verheddern sich binnen Sekunden so sehr, dass sie nicht mehr entkommen. Wenn das Netz zum Fang lebender Vögel aufgestellt wurde (z. B. zur Gewinnung von Lock- oder Stubenvögeln), können die Tiere bei häufiger Kontrolle des Fangnetzes lebend geborgen werden. Bleiben die Vögel mehrere Stunden in dem Netz, strangulieren sie sich meist selbst und sterben. Netze sollten aufgrund der EU-Vogelschutzrichtlinie überall verboten sein, dennoch genehmigen vor allem Italien, Frankreich und Spanien immer wieder ihren Einsatz. An vielen Stellen im Mittelmeerraum und in den Benelux-Staaten werden Fangnetze auch illegal aufgestellt.

## Steinschlagfallen

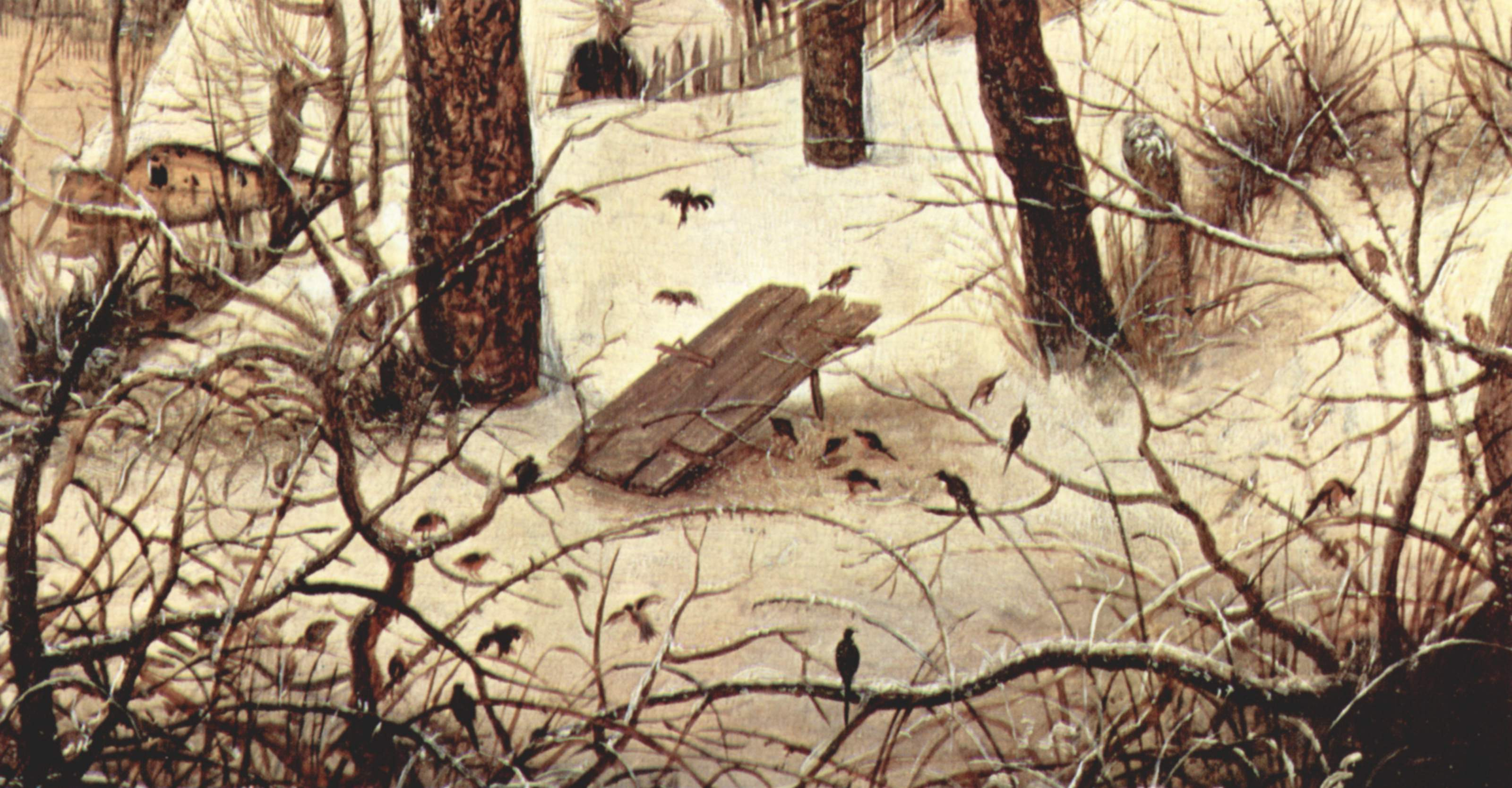
Gemälde einer Totschlagfalle (mittels eines Brettes) von Pieter Bruegel der Ältere um 1565

Steinzeitliche Methode, mit der Vögel mittels einer großen Steinplatte erschlagen werden. Angelockt von Beeren suchen die Vögel – in der Regel Drosseln, Rotkehlchen und Meisen – unter der mit Holzstöckchen aufgerichteten Stein- oder Holzplatte nach Nahrung (siehe Darstellung rechts im Gemälde von Pieter Bruegel). Dabei lösen sie den Fangmechanismus aus und werden erschlagen. Steinschlagfallen kommen im westlichen Mittelmeerraum (Italien, Frankreich und Spanien) zum Einsatz, sind aber nur im französischen Zentralmassiv erlaubt (seit 2005). 

## Fangkäfige
Neben Fangnetzen eine Möglichkeit, Vögel mehr oder weniger unverletzt zum Zwecke der Käfighaltung zu fangen. Es gibt verschiedene Käfigfallen, die allesamt eine Öffnung nach oben aufweisen, die entweder beim Fangvorgang verschlossen wird oder die eine Art Reuse besitzen, die das Entkommen des gefangenen Vogels unmöglich macht. Angelockt mit Körnern werden vor allem Finken gefangen. Fangkäfige sind derzeit überall verboten, kommen aber bei Vögelfängern in den Benelux-Staaten häufig zum Einsatz. In Belgien war dieser Fallentyp noch 1994 erlaubt.

## Klappnetze

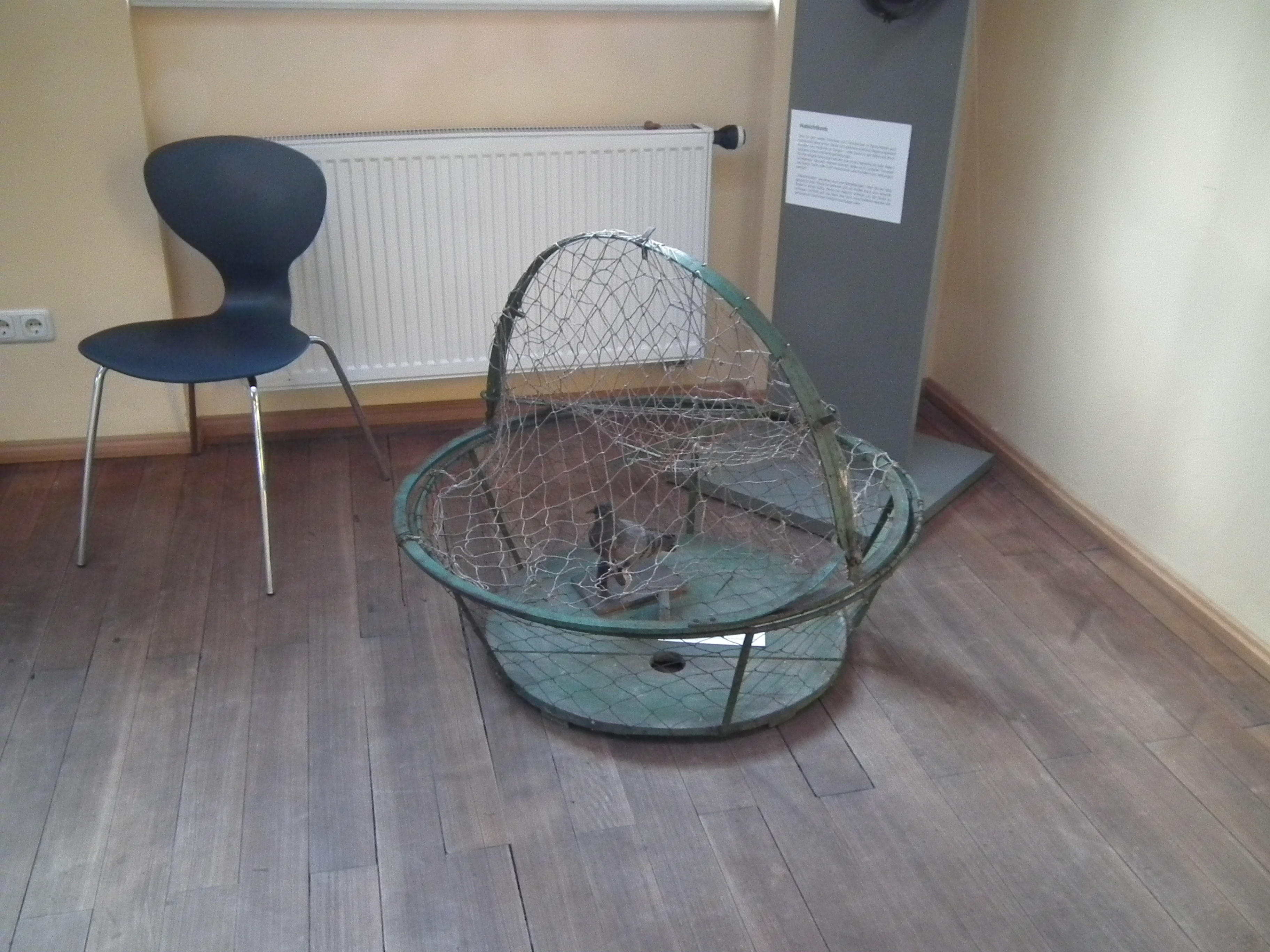
Klappnetze zum Fangen von Habichten (auch Habichtkorb genannt)

Klappnetze sind Konstruktionen aus zwei auf einen Rahmen gespannten Netzen. Wird die Falle ausgelöst, so klappen die beiden Netzflügel zusammen und umschließen die sich dazwischen befindenden Vögel. Der Fallentyp ist für den Vogel in der Regel verletzungsfrei. Auf Malta und Gozo werden Netze bis zu einer Größe von mehreren Quadratmetern Fläche benutzt, die Auslösung der Falle erfolgt durch den Vogelfänger, die Beutevögel werden durch in Käfige gesperrte Lockvögel angelockt. Eine spezielle Variante sind die so genannten Netzkloben. Diese sind wesentlich kleiner und die Auslösung der Falle erfolgt durch einen Mechanismus, der vom Beutevogel ausgelöst wird, sobald er sich zwischen den Netzflügeln niederlässt. Netzkloben werden im österreichischen Salzkammergut verwendet, wo der Fang von Singvögeln zum Brauchtum gerechnet wird.